# District de Falaise
Le district de Falaise est une ancienne division territoriale française du département du Calvados de 1790 à 1795.
Il était composé des cantons de Falaise, Breteville sur l'Aize, Clecy, Crocy, Pont, Potigny, Saint Sylvin et Thury ci devant Harcourt.